# Massimo Andrea Ugolini
Massimo Andrea Ugolini (* 26. Juli 1978 in San Marino) ist san-marinesischer Politiker. Er war vom  1. April bis 1. Oktober 2016 Capitano Reggente (Staatsoberhaupt) von San Marino. 

## Leben
Ugolini hat eine Ausbildung als Buchhalter. Von 1999 bis 2007 war er für die S.I.A.M als Projektmanager, Softwareentwickler und Rechenzentrumsleiter tätig. Seit 2007 arbeitet er für die Banca di San Marino. Ugolini ist verheiratet, Vater von zwei Söhnen und lebt in Serravalle.

## Politik
Ugolini trat 2008 in den Partito Democratico Cristiano Sammarinese ein. Er war von 2008 bis 2012 Vizesekretär des Ortsvereins Domagno. Seit 2008 gehört er dem Zentralrat und seit 2014 dem Präsidium der Partei an.
Bei der Parlamentswahl 2012 erreichte er den Platz 22 auf der Liste der PDCS-NS, die 21 Sitze errang, rückte jedoch für einen der PDCS-Minister ins Parlament, den Consiglio Grande e Generale, nach. Er war Mitglied im Innenausschuss, Finanz- und Außenausschuss und im Consiglio dei XII und gehörte zur Gruppe der san-marinesischen Abgeordneten bei der Interparlamentarischen Union. 
Gemeinsam mit Gian Nicola Berti wurde er für die Periode vom 1. April bis 1. Oktober 2016 zum Capitano Reggente, dem Staatsoberhaupt von San Marino, gewählt.
Bei der Parlamentswahl Ende 2016 zog er wieder für den PDCS in den Consiglio Grande e Generale ein. Er ist Mitglied im Consiglio dei XII und im Finanzausschuss. Im April 2017 rückte er für den ausgeschiedenen Gian Carlo Venturini in den Justizausschuss nach und übernahm den Vorsitz im Ausschuss.